# Amandel (gesteente)
Een amandel of amygdaliet is een sferoïde of ellipsoïde (amandelvormige) holte in vulkanisch gesteente. Een gesteente met zulke holtes wordt wel amandelsteen genoemd, de textuur van een dergelijk gesteente amygdaloïde. In de holte kunnen zich secundaire kristallen vormen, zoals kwarts, calciet of zeolieten. Kristallisatie van deze kristallen vindt plaats als de vloeistof in de holte afkoelt waardoor de opgeloste mineralen neerslaan.